# Philotrypesis bimaculata
Philotrypesis bimaculata är en stekelart som beskrevs av Mayr 1885. Philotrypesis bimaculata ingår i släktet Philotrypesis och familjen fikonsteklar. Inga underarter finns listade i Catalogue of Life.